# Cucal negre petit
El cucal negre petit (Centropus bernsteini) és una espècie d'ocell de la família dels cucúlids (Cuculidae) que habita boscos i canyars de l'oest i centre de Nova Guinea.